# Lăceni, Argeș
Lăceni este un sat ce aparține orașului Costești din județul Argeș, Muntenia, România.